# دوك فنتون
دوك فنتون (بالإنجليزية: Doc Fenton)‏ هو لاعب كرة قدم أمريكية أمريكي، ولد في 30 أبريل 1887 في سكرانتون في الولايات المتحدة، وتوفي في 8 فبراير 1968 في باتون روج في الولايات المتحدة.